# Lista monumentelor istorice din județul Sibiu - A

Simbol pentru monumentele istorice

Lista monumentelor istorice din județul Sibiu - A cuprinde monumentele istorice înscrise în Patrimoniul cultural național al României și aflate în localități ce încep cu litera A din județul Sibiu.
Lista completă este menținută și actualizată periodic de către Ministerul Culturii, Cultelor și Patrimoniului Național din România, prin intermediul Institutului Național al Patrimoniului, ultima versiune datând din 2015. Această listă cuprinde și actualizările ulterioare, realizate prin ordin al ministrului culturii.
| Cod LMI                                | Denumire                                                                           | Localitate                                 | Localizare | Datare, Creatori                                             | Imagine               | Erori             |
| -------------------------------------- | ---------------------------------------------------------------------------------- | ------------------------------------------ | --- | ------------------------------------------------------------ | --------------------- | ----------------- |
| SB-I-s-A-11927 (RAN: 143691.01)        | Situl arheologic de la Agnita                                                      | oraș Agnita                                | Pârâul Cetății | sec. II - III p. Chr.                                        | Încarcă foto \| video | Raportează eroare |
| SB-I-m-A-11927.01                      | Așezare                                                                            | oraș Agnita                                | Pârâul Cetății | sec. II - III p. Chr.                                        | Încarcă foto \| video | Raportează eroare |
| SB-I-m-A-11927.02 (RAN: 143691.01.02)  | Necropolă                                                                          | oraș Agnita                                | Pârâul Cetății | sec. II - III p. Chr.                                        | Încarcă foto \| video | Raportează eroare |
| SB-I-s-A-11928 (RAN: 143897.01)        | Așezare                                                                            | sat Alțâna; comuna Alțâna                  | La NV de extremitatea intravilanului | sec. XII - XIII                                              | Încarcă foto \| video | Raportează eroare |
| SB-I-s-B-11930 (RAN: 143931.01)        | Situl arheologic de la Apoldu de Jos, punct „Între Apoalde”                        | sat Apoldu de Jos; comuna Apoldu de Jos    | „Între Apoalde”, (pt. obiectivul 1), „La Rodeni” (pt. obiectivul 4), la jumătatea distanței dintre Apoldu de Jos și Apoldu de Sus                                                                                          | sec. II - III p. Chr.                                        | Încarcă foto \| video | Raportează eroare |
| SB-I-m-B-11930.01 (RAN: 143931.01.02)  | Drum                                                                               | sat Apoldu de Jos; comuna Apoldu de Jos    | „Între Apoalde” (pt. obiectivul 1), „La Rodeni” (pt. obiectivul 4), la jumătatea distanței dintre Apoldu de Jos și Apoldu de Sus                                                                                           | sec. II - III p. Chr.                                        | Încarcă foto \| video | Raportează eroare |
| SB-I-m-B-11930.02 (RAN: 143931.01.03)  | Necropolă                                                                          | sat Apoldu de Jos; comuna Apoldu de Jos    | „Între Apoalde” (pt. obiectivul 1), „La Rodeni” (pt. obiectivul 4), la jumătatea distanței dintre Apoldu de Jos și Apoldu de Sus                                                                                           | sec. II - III p. Chr.                                        | Încarcă foto \| video | Raportează eroare |
| SB-I-m-B-11930.03 (RAN: 143931.01.04)  | Villa rustica                                                                      | sat Apoldu de Jos; comuna Apoldu de Jos    | „Între Apoalde” (pt. obiectivul 1), „La Rodeni” (pt. obiectivul 4), la jumătatea distanței dintre Apoldu de Jos și Apoldu de Sus                                                                                           | sec. II - III p. Chr.                                        | Încarcă foto \| video | Raportează eroare |
| SB-I-s-A-11931 (RAN: 143931.02)        | Situl arheologic de la Apoldu de Jos, punct „Rostat”                               | sat Apoldu de Jos; comuna Apoldu de Jos    | „Rostat”, pe panta estică, la 300 m S de intravilan și la 700 m V de DC Apoldu de Jos - Apoldu de Sus | sec. II - III p. Chr.                                        | Încarcă foto \| video | Raportează eroare |
| SB-I-s-A-11932 (RAN: 144946.01)        | Villa rustica                                                                      | sat Apoldu de Sus; oraș Miercurea Sibiului | „Curtea Velii”, la 2 km S de extremitatea intravilanului Apoldu de Jos și la 800 - 900 m V de CF Apoldu de Jos - Apoldu de Sus 46.43569°N 24.39841°E                                                                       | sec. II-III p. Chr.                                          | Încarcă foto \| video | Raportează eroare |
| SB-I-s-A-11933 (RAN: 144946.02)        | Situl arheologic de la Apoldu de Sus                                               | sat Apoldu de Sus; oraș Miercurea Sibiului | La 200 m de așezarea romană de la Apoldu de Jos, din punctul „Între Apoalde” |                                                              | Încarcă foto \| video | Raportează eroare |
| SB-I-m-A-11933.01 (RAN: 144946.02.02)  | Așezare                                                                            | sat Apoldu de Sus; oraș Miercurea Sibiului | La 200 m de așezarea romană de la Apoldu de Jos, din punctul „Între Apoalde” | Latène, Cultura geto-dacică                                  | Încarcă foto \| video | Raportează eroare |
| SB-I-m-A-11933.02                      | Așezare                                                                            | sat Apoldu de Sus; oraș Miercurea Sibiului | La 200 m de așezarea romană de la Apoldu de Jos, din punctul „Între Apoalde” | Epoca bronzului, Cultura Wietenberg                          | Încarcă foto \| video | Raportează eroare |
| SB-I-s-A-11934 (RAN: 144946.03)        | Situl arheologic de la Apoldu de Sus, punct „Apold”                                | sat Apoldu de Sus; oraș Miercurea Sibiului | „Apold” | sec. II - III p. Chr.                                        | Încarcă foto \| video | Raportează eroare |
| SB-I-m-A-11934.01                      | Urme de locuire                                                                    | sat Apoldu de Sus; oraș Miercurea Sibiului | „Apold”, la V de Apold, pe pantele versantului Frunților | sec. IX - XIII                                               | Încarcă foto \| video | Raportează eroare |
| SB-I-m-A-11934.02                      | Urme de locuire                                                                    | sat Apoldu de Sus; oraș Miercurea Sibiului | „Apold”, la V de Apold, pe pantele versantului Frunților | sec. IV - V                                                  | Încarcă foto \| video | Raportează eroare |
| SB-I-m-A-11934.03                      | Fermă agricolă                                                                     | sat Apoldu de Sus; oraș Miercurea Sibiului | „Curtea Velii”, la V de Apold, pe pantele versantului Frunților | sec. II - III p. Chr.                                        | Încarcă foto \| video | Raportează eroare |
| SB-I-s-A-11935 (RAN: 144946.04)        | Așezare rurală                                                                     | sat Apoldu de Sus; oraș Miercurea Sibiului | La E de drum, 2 km NE de Apoldu de Sus | sec. II-III p. Chr.                                          | Încarcă foto \| video | Raportează eroare |
| SB-I-s-A-11936 (RAN: 144946.05)        | Situl arheologic de la Apoldu de Sus                                               | sat Apoldu de Sus; oraș Miercurea Sibiului | La 1 km V de sat, sub coama versantului vestic al platoului „Livejoare” | sec. II - III p. Chr.                                        | Încarcă foto \| video | Raportează eroare |
| SB-I-s-A-11937 (RAN: 143977.01)        | Situl arheologic de la Arpașu de Sus                                               | sat Arpașu de Sus; comuna Arpașu de Jos    | „Calea Fânului”, (pt. obiectivele 1, 2), „Cetățeaua” (pt. obiectivul 3) |                                                              | Încarcă foto \| video | Raportează eroare |
| SB-I-m-A-11937.02 (RAN: 143977.01.01)  | Așezare                                                                            | sat Arpașu de Sus; comuna Arpașu de Jos    | „Calea Fânului” (pt. obiectivele 1, 2), „Cetățeaua” (pt. obiectivul 3), pe platoul Tinosu | Hallstatt                                                    | Încarcă foto \| video | Raportează eroare |
| SB-I-m-A-11937.03 (RAN: 143977.01.03)  | Așezare dacică fortificată                                                         | sat Arpașu de Sus; comuna Arpașu de Jos    | „Calea Fânului” (pt. obiectivele 1, 2), „Cetățeaua” (pt. obiectivul 3), pe platoul Tinosu |                                                              | Încarcă foto \| video | Raportează eroare |
| SB-I-m-A-11937.01 (RAN: 143977.01.02)  | Așezare fortificată                                                                | sat Arpașul de Sus; comuna Arpașu de Jos   | „Cetățeaua”, pe platoul Tinosu 45.73°N 24.61°E | sec. I a. Chr. - I p. Chr., Cultura geto-dacică              | Încarcă foto \| video | Raportează eroare |
| SB-I-s-A-11938 (RAN: 144009.01)        | Situl arheologic de la Ațel                                                        | sat Ațel; comuna Ațel                      | „Motz”, intravilan | sec. II - III p. Chr.                                        | Încarcă foto \| video | Raportează eroare |
| SB-I-s-A-11939 (RAN: 144009.02)        | Fortificație de pământ                                                             | sat Ațel; comuna Ațel                      | La SV de extremitatea intravilanului |                                                              | Încarcă foto \| video | Raportează eroare |
| SB-II-a-A-12189                        | Centrul istoric                                                                    | oraș Agnita                                | Str. Mihai Viteazu până la nr. 55, respectiv FIPA II, Piața Republicii, Piața Bisericii Evanghelice, Str. Nouă, Str. Vlaicu Aurel și Str. 1 Decembrie până la Complexul Comercial și Hotelul nou, respectiv intrarea FIPA. | sec. XIV - XX                                                |                       | Raportează eroare |
| SB-II-m-B-21143                        | Fosta grădiniță (actualul restaurant „La Prut“) - corp B și Sala de sport - corp A | oraș Agnita                                | Str. Nouă nr. 9-11 |                                                              | Încarcă foto \| video | Raportează eroare |
| SB-II-m-B-12190                        | Casă                                                                               | oraș Agnita                                | Str. 1 Decembrie 1918 4 | înc. sec. XIX                                                | Încarcă foto \| video | Raportează eroare |
| SB-II-m-B-12191                        | Casă                                                                               | oraș Agnita                                | Str. 1 Decembrie 1918 6 | înc. sec. XIX                                                | Încarcă foto \| video | Raportează eroare |
| SB-II-m-B-12192                        | Casă                                                                               | oraș Agnita                                | Str. 1 Decembrie 1918 12 | mijl. sec. XIX                                               | Încarcă foto \| video | Raportează eroare |
| SB-II-m-B-12193                        | Casă                                                                               | oraș Agnita                                | Str. 1 Decembrie 1918 14 | sf. sec. XVIII                                               | Încarcă foto \| video | Raportează eroare |
| SB-II-m-B-12194                        | Casă                                                                               | oraș Agnita                                | Str. 1 Decembrie 1918 16 | înc. sec. XIX                                                | Încarcă foto \| video | Raportează eroare |
| SB-II-m-B-12195                        | Locuință, azi Muzeul de istorie și etnografie                                      | oraș Agnita                                | Str. 1 Decembrie 1918 29 45.97552°N 24.62508°E | 1800                                                         |                       | Raportează eroare |
| SB-II-a-A-12196 (RAN: 143691.02)       | Ansamblul bisericii evanghelice fortificate                                        | oraș Agnita                                | Str. Agnita Nouă 1 45.97347°N 24.62277°E | a doua jum. a sec. XIII - sec. XIX                           | Alte imagini          | Raportează eroare |
| SB-II-m-A-12196.01 (RAN: 143691.02.02) | Biserica evanghelică                                                               | oraș Agnita                                | Str. Agnita Nouă 1 | 1250 - 1300, cca. 1407, 1890 - 1892                          |                       | Raportează eroare |
| SB-II-m-A-12196.02 (RAN: 143691.02.03) | Turn de poartă (al olarilor)                                                       | oraș Agnita                                | Str. Agnita Nouă 1 45.97403°N 24.62279°E | a doua jum. a sec. XV - sec. XVI                             |                       | Raportează eroare |
| SB-II-m-A-12196.03 (RAN: 143691.02.04) | Turn estic (al fierarilor)                                                         | oraș Agnita                                | Str. Agnita Nouă 1 | a doua jum. a sec. XV - sec. XVI                             | Încarcă foto \| video | Raportează eroare |
| SB-II-m-A-12196.04 (RAN: 143691.02.05) | Turn sud-estic (al croitorilor)                                                    | oraș Agnita                                | Str. Agnita Nouă 1 | a doua jum. a sec. XV - sec. XVI                             | Încarcă foto \| video | Raportează eroare |
| SB-II-m-A-12196.05                     | Turn sud-vestic (al cizmarilor) și fragment din ziduldeincintă                     | oraș Agnita                                | Str. Agnita Nouă 1 | a doua jum. a sec. XV - sec. XVI                             | Încarcă foto \| video | Raportează eroare |
| SB-II-m-B-12197                        | Casă                                                                               | oraș Agnita                                | Str. Mihai Viteazul 3 | înc. sec. XIX                                                | Încarcă foto \| video | Raportează eroare |
| SB-II-m-B-12198                        | Casă                                                                               | oraș Agnita                                | Str. Mihai Viteazul 7 | înc. sec. XIX                                                | Încarcă foto \| video | Raportează eroare |
| SB-II-m-B-12199                        | Casă                                                                               | oraș Agnita                                | Str. Mihai Viteazul 21 | 1900                                                         | Încarcă foto \| video | Raportează eroare |
| SB-II-m-B-12300                        | Casa parohială a bisericii reformate                                               | oraș Agnita                                | Str. Mihai Viteazul 31 | sf. sec. XVIII                                               | Încarcă foto \| video | Raportează eroare |
| SB-II-m-B-12301                        | Casă                                                                               | oraș Agnita                                | Str. Mihai Viteazul 33 | 1819                                                         | Încarcă foto \| video | Raportează eroare |
| SB-II-m-B-12302                        | Casă                                                                               | oraș Agnita                                | Str. Mihai Viteazul 37A | înc. sec. XIX                                                | Încarcă foto \| video | Raportează eroare |
| SB-II-m-B-12303                        | Biserica „Sf. Nicolae”                                                             | oraș Agnita                                | Str. Plevna | 1795                                                         |                       | Raportează eroare |
| SB-II-m-B-12304                        | Casă                                                                               | oraș Agnita                                | Piața Republicii 14 | sf. sec. XIX                                                 | Încarcă foto \| video | Raportează eroare |
| SB-II-m-B-12305                        | Casă                                                                               | oraș Agnita                                | Piața Republicii 15 | 1850 - 1900                                                  | Încarcă foto \| video | Raportează eroare |
| SB-II-m-B-12306                        | Casă                                                                               | oraș Agnita                                | Piața Republicii 17 | sec. XIX                                                     | Încarcă foto \| video | Raportează eroare |
| SB-II-m-B-12307                        | Casă                                                                               | oraș Agnita                                | Piața Republicii 18 | 1900                                                         | Încarcă foto \| video | Raportează eroare |
| SB-II-m-B-12317 (RAN: 144063.03)       | Biserica „Duminica Floriilor”                                                      | oraș Avrig                                 | Str. Lazăr Gheorghe 1 45.72638°N 24.37444°E | mijl. sec. XVIII Pop Ionașcu Zugravul (1762) (pictor)        | Alte imagini          | Raportează eroare |
| SB-II-a-A-12318                        | Ansamblul bisericii evanghelice fortificate                                        | oraș Avrig                                 | Str. Lazăr Gheorghe 12 45.7281°N 24.377°E | sec. XI - XVI                                                | Alte imagini          | Raportează eroare |
| SB-II-m-A-12318.01 (RAN: 144063.04.01) | Biserica evanghelică                                                               | oraș Avrig                                 | Str. Lazăr Gheorghe 12 | 1270 - 1280, sec. XVI (transf.)                              |                       | Raportează eroare |
| SB-II-m-A-12318.02 (RAN: 144063.04.02) | Incintă fortificată (ruine)                                                        | oraș Avrig                                 | Str. Lazăr Gheorghe 12 | sec. XI                                                      | Încarcă foto \| video | Raportează eroare |
| SB-II-a-A-12319 (RAN: 144063.01)       | Ansamblul castelului Brukenthal                                                    | oraș Avrig                                 | Str. Lazăr Gheorghe 39 45.72941°N 24.37698°E | a doua jum. a sec. XVIII - sec. XIX Johann Eberhard Blaumann | Alte imagini          | Raportează eroare |
| SB-II-m-A-12319.01 (RAN: 144063.01.01) | Castelul Brukenthal                                                                | oraș Avrig                                 | Str. Lazăr Gheorghe 39 45.72722°N 24.37778°E | 1750 - 1800                                                  | Alte imagini          | Raportează eroare |
| SB-II-m-A-12319.02 (RAN: 144063.01.03) | Oranjerie                                                                          | oraș Avrig                                 | Str. Lazăr Gheorghe 39 45.72722°N 24.37778°E | sec. XIX                                                     |                       | Raportează eroare |
| SB-II-m-A-12319.03 (RAN: 144063.01.02) | Parc                                                                               | oraș Avrig                                 | Str. Lazăr Gheorghe 39 45.72722°N 24.37778°E | sec. XIX                                                     | Alte imagini          | Raportează eroare |
| SB-II-a-B-12188                        | Ansamblul bisericii evanghelice fortificate                                        | sat Agârbiciu; comuna Axente Sever         | 383 46.06648°N 24.19368°E | sec. XIV - XIX                                               | Alte imagini          | Raportează eroare |
| SB-II-m-B-12188.01                     | Biserica evanghelică fortificată                                                   | sat Agârbiciu; comuna Axente Sever         | 383 | sec. XIV - XVII, transf. 1827, 1845                          | Alte imagini          | Raportează eroare |
| SB-II-m-B-12188.02                     | Incintă fortificată, cu turn de poartă, bastioane                                  | sat Agârbiciu; comuna Axente Sever         | 383 | sf. sec. XV - înc. sec. XVI                                  |                       | Raportează eroare |
| SB-II-a-A-12308                        | Ansamblul bisericii reformate                                                      | sat Alma; comuna Alma                      | Str. Bisericii 40 | sf. sec. XV - înc. sec. XX                                   |                       | Raportează eroare |
| SB-II-m-A-12308.01                     | Biserica reformată                                                                 | sat Alma; comuna Alma                      | Str. Bisericii 40 | sf. sec. XV - înc. sec. XVI, transf. 1718; turn 1902         | Alte imagini          | Raportează eroare |
| SB-II-m-A-12308.02                     | Școala veche                                                                       | sat Alma; comuna Alma                      | Str. Bisericii 40 | sec. XIX                                                     | Alte imagini          | Raportează eroare |
| SB-II-a-A-12309 (RAN: 145122.01)       | Ansamblul bisericii evanghelice fortificate                                        | sat Alma Vii; comuna Moșna                 | Piața Centrală 46.04797°N 24.43391°E | sec. XIV - XIX                                               | Alte imagini          | Raportează eroare |
| SB-II-m-A-12309.01 (RAN: 145122.01.01) | Biserica evanghelică fortificată                                                   | sat Alma Vii; comuna Moșna                 | Piața Centrală 46.048°N 24.4339°E | sec. XIV, sec. XVI, transf. 1804                             |                       | Raportează eroare |
| SB-II-m-A-12309.02 (RAN: 145122.01.02) | Incintă fortificată, cu turn de poartă, turn-clopotniță, două turnuri, anexe.      | sat Alma Vii; comuna Moșna                 | Piața Centrală | sec. XVI - XVII                                              |                       | Raportează eroare |
| SB-II-m-B-20923.24                     | Linie ferată îngustă                                                               | sat Alțâna; comuna Alțâna                  | Între km 62+798-62+924 | 1898 - 1910                                                  | Încarcă foto \| video | Raportează eroare |
| SB-II-m-B-20923.25                     | Podeț cu pachete de șine 2 m                                                       | sat Alțâna; comuna Alțâna                  | La km 63+165 | 1898 - 1910                                                  | Încarcă foto \| video | Raportează eroare |
| SB-II-m-B-20923.26                     | Podeț cu pachete de șine 1,45 m                                                    | sat Alțâna; comuna Alțâna                  | La km 63+548 | 1898 - 1910                                                  | Încarcă foto \| video | Raportează eroare |
| SB-II-m-B-20923.27                     | Podeț cu pachete de șine 2,85 m                                                    | sat Alțâna; comuna Alțâna                  | La km 64+343 | 1898 - 1910                                                  | Încarcă foto \| video | Raportează eroare |
| SB-II-m-B-20923.28                     | Podeț cu pachete de șine 1,95 m                                                    | sat Alțâna; comuna Alțâna                  | La km 65+254 | 1898 - 1910                                                  | Încarcă foto \| video | Raportează eroare |
| SB-II-m-B-20923.29                     | Podeț cu pachete de șine 3,4 m                                                     | sat Alțâna; comuna Alțâna                  | La km 66+066 | 1898 - 1910                                                  | Încarcă foto \| video | Raportează eroare |
| SB-II-m-B-20923.30                     | Halta Alțâna                                                                       | sat Alțâna; comuna Alțâna                  | La km 67+959 45.927°N 24.4666°E | 1898 - 1910                                                  | Încarcă foto \| video | Raportează eroare |
| SB-II-m-B-20923.31                     | Pod metalic cu grinzi cu zăbrele                                                   | sat Alțâna; comuna Alțâna                  | La km 69+340 | 1898 - 1910                                                  | Încarcă foto \| video | Raportează eroare |
| SB-II-m-A-21083                        | Casa de locuit                                                                     | sat Alțâna; comuna Alțâna                  | Str. Gării nr. 92 |                                                              | Încarcă foto \| video | Raportează eroare |
| SB-II-a-A-12310 (RAN: 143897.02)       | Ansamblul bisericii evanghelice fortificate                                        | sat Alțâna; comuna Alțâna                  | 443 45.92916°N 24.45972°E | sec. XIII-XIX                                                | Alte imagini          | Raportează eroare |
| SB-II-m-A-12310.01 (RAN: 143897.02.02) | Biserica evanghelică                                                               | sat Alțâna; comuna Alțâna                  | 443 | sec. XIII, sec. XV, 1500 - 1520, turn 1853 - 1859            |                       | Raportează eroare |
| SB-II-m-A-12310.02 (RAN: 143897.02.01) | Incintă fortificată, cu turnuri, zwinger                                           | sat Alțâna; comuna Alțâna                  | 443 | sec. XV - XVI                                                |                       | Raportează eroare |
| SB-II-m-A-12310.03                     | Turn-clopotniță                                                                    | sat Alțâna; comuna Alțâna                  | 443 | 1856 - 1858                                                  |                       | Raportează eroare |
| SB-II-m-B-12311                        | Biserica de lemn „Sf. Ioan Evanghelistul”                                          | sat Apoldu de Jos; comuna Apoldu de Jos    | Str. Principală 191 45.8775°N 23.84779°E | 1771, 1818 (refaceri)                                        | Alte imagini          | Raportează eroare |
| SB-II-a-B-12312                        | Ansamblul bisericii evanghelice fortificate                                        | sat Apoldu de Sus; oraș Miercurea Sibiului | 165 | sec. XIII-XIX                                                |                       | Raportează eroare |
| SB-II-m-B-12312.01                     | Biserica evanghelică                                                               | sat Apoldu de Sus; oraș Miercurea Sibiului | 165 | 1836 (biserica), 1867 (turn)                                 |                       | Raportează eroare |
| SB-II-m-B-12312.02                     | Incintă fortificată-fragmente                                                      | sat Apoldu de Sus; oraș Miercurea Sibiului | 165 | sec. XIII-XVI                                                | Încarcă foto \| video | Raportează eroare |
| SB-II-a-B-12313                        | Ansamblul bisericii evanghelice                                                    | sat Apoș; comuna Bârghiș                   | 80 46.02944°N 24.555°E | sf. sec. XV - sec. XVIII                                     |                       | Raportează eroare |
| SB-II-m-B-12313.01                     | Biserica evanghelică                                                               | sat Apoș; comuna Bârghiș                   | 80 | sf. sec. XV - sec. XVIII,1763 - 1770                         | Încarcă foto \| video | Raportează eroare |
| SB-II-m-B-12313.02                     | Turn-clopotniță                                                                    | sat Apoș; comuna Bârghiș                   | 80 | 1799                                                         | Încarcă foto \| video | Raportează eroare |
| SB-II-m-B-12314                        | Biserica „Adormirea Maicii Domnului”, cu turnul                                    | sat Arpașu de Jos; comuna Arpașu de Jos    | Str. Bisericii 282 | 1791 (biserica), 1824 (turnul)                               |                       | Raportează eroare |
| SB-II-m-A-12315                        | Biserica „Adormirea Maicii Domnului”                                               | sat Arpașu de Sus; comuna Arpașu de Jos    | Str. Bisericii 258 | 1799-1802, 1798-1803, 1815                                   | Alte imagini          | Raportează eroare |
| SB-II-a-A-12316 (RAN: 144009.03)       | Ansamblul bisericii evanghelice fortificate                                        | sat Ațel; comuna Ațel                      | 100 46.15722°N 24.46777°E | sec. XIV - XVII                                              | Alte imagini          | Raportează eroare |
| SB-II-m-A-12316.01 (RAN: 144009.03.02) | Biserica evanghelică                                                               | sat Ațel; comuna Ațel                      | 100 | sec. XIV - XVII                                              |                       | Raportează eroare |
| SB-II-m-A-12316.02 (RAN: 144009.03.03) | Turn (pe fosta incintă interioară)                                                 | sat Ațel; comuna Ațel                      | 100 | sec. XIV                                                     |                       | Raportează eroare |
| SB-II-m-A-12316.03 (RAN: 144009.03.01) | Incintă fortificată, cu două turnuri, turn de poartă                               | sat Ațel; comuna Ațel                      | 100 | sf. sec. XV-XVI                                              |                       | Raportează eroare |
| SB-II-m-B-12320                        | Casă parohială evanghelică                                                         | sat Axente Sever; comuna Axente Sever      | 309 | sec. XVI - XVIII                                             | Încarcă foto \| video | Raportează eroare |
| SB-II-a-A-12321 (RAN: 144125.01)       | Ansamblul bisericii evanghelice fortificate                                        | sat Axente Sever; comuna Axente Sever      | 316 46.09222°N 24.21388°E | sec. XIV - XVI                                               | Alte imagini          | Raportează eroare |
| SB-II-m-A-12321.01 (RAN: 144125.01.02) | Biserica evanghelică fortificată                                                   | sat Axente Sever; comuna Axente Sever      | 316 | sec. XIV - XV                                                |                       | Raportează eroare |
| SB-II-m-A-12321.02 (RAN: 144125.01.01) | Incintă fortificată, cu fostul turn de poartă                                      | sat Axente Sever; comuna Axente Sever      | 316 | sf. sec. XV-XVI                                              |                       | Raportează eroare |
| SB-II-m-B-12322                        | Biserica „Învierea Domnului”                                                       | sat Axente Sever; comuna Axente Sever      | Str. Luncii 320 | ante 1836                                                    | Încarcă foto \| video | Raportează eroare |
| SB-III-m-B-12599                       | Monumentul lui Gheorghe Lazăr                                                      | oraș Avrig                                 | Piața Republicii | 1964                                                         |                       | Raportează eroare |
| SB-IV-m-B-12616                        | Casa lui Gheorghe Lazăr                                                            | oraș Avrig                                 | Str. Bisericii 1 | sec. XIX                                                     | Încarcă foto \| video | Raportează eroare |
| SB-IV-m-B-12617                        | Mormântul lui Gheorghe Lazăr                                                       | oraș Avrig                                 | Str. Lazăr Gheorghe 1, în cimitirul bisericii „Duminica Floriilor” | 1823                                                         | Alte imagini          | Raportează eroare |
| SB-IV-m-B-12618                        | Casa Axente Sever                                                                  | sat Axente Sever; comuna Axente Sever      | 448 | sec. XIX                                                     | Încarcă foto \| video | Raportează eroare |